# Lamellobates botari
Lamellobates botari är en kvalsterart som beskrevs av Balogh och Sandór Mahunka 1977. Lamellobates botari ingår i släktet Lamellobates och familjen Austrachipteriidae. Inga underarter finns listade i Catalogue of Life.